# NK Klas Mičevec
NK Klas je nogometni klub iz mjesta Mičevec.
Trenutačno se natječe u Međužupanijskoj nogometnoj ligi – središte Zagreb.